# مطار إرجان الدولي
مطار إرجان الدولي (بالتركية: Ercan Uluslararası Havalimanı) (إياتا: ECN، إيكاو: LCEN) هو المطار الرئيسي الذي يخدم شمال قبرص. يقع شرق نيقوسيا، على بعد 23 كيلومترًا (13 كيلومترًا جوًا). بسبب النزاع القائم في قبرص وعدم الاعتراف الدولي بجمهورية شمال قبرص، تقتصر حركة الطيران في المطار على الرحلات القادمة من تركيا وإليها فقط. سُمي المطار تخليدًا لذكرى الرائد الطيّار فهمي إرجان، الذي لقي حتفه خلال الغزو التركي لقبرص عام 1974.

## تاريخ
كان مطار تيمڤو الأساس الذي قام عليه مطار إرجان لاحقًا؛ إذ أنشأه البريطانيون خلال الحرب العالمية الثانية، حين كانت الجزيرة تحت الحكم الاستعماري، ليُستخدم كقاعدة جوية عسكرية. وبعد التدخل التركي في قبرص عام 1974 وانقسام الجزيرة، انتقلت السيطرة على المطار إلى القوات التركية، ويُستخدم اليوم كمطار مدني رئيسي في شمال قبرص.
منذ عام 2006، دارت مناقشات حول قرار يُلزم جميع الرحلات الجوية المتجهة إلى مطار إرجان أو المغادرة منه بالهبوط أولًا في مطار تركي. وفي نفس العام، بدأت الحكومة التركية مفاوضات تهدف إلى السماح بتسيير حركة النقل البحري إلى ميناء غازي موسا، بالإضافة إلى رحلات جوية مباشرة إلى مطار إرجان باعتباره المطار المدني الرئيسي في شمال قبرص. وقد وصفت الحكومة البريطانية هذا الاقتراح بأنه "مهم ومبتكر".
حتى عام 2017، كانت شركات الطيران مثل بيغاسوس تُسيّر رحلات غير مباشرة تمر عبر تركيا دون نزول الركاب. لكن اعتبارًا من 1 يونيو 2017، فرضت وزارة النقل البريطانية إجراءات أمنية جديدة تُجبر الركاب على النزول مع أمتعتهم في تركيا وإجراء فحص أمني إضافي قبل المتابعة إلى شمال قبرص، ما أدى إلى تراجع كبير في استخدام مطار إرجان وزيادة الاعتماد على مطار لارنكا في الجنوب.

## التوسعة الجديدة
بعد التوسعة الجديدة والافتتاح في 20 يوليو 2023، بلغت مساحة مطار إرجان الإجمالية نحو 7,800,000 متر مربع، ويتضمن مبنى محطة ركاب بمساحة 128,000 متر مربع، إضافةً إلى منطقة مواقف سيارات بمساحة 85,000 متر مربع. هدفت هذه التوسعة إلى زيادة قدرة المطار على خدمة ما بين 10 إلى 12 مليون مسافر سنويًا. أصبح المدرج بطول 3,000 متر وعرض 45 مترًا، ما يجعله مناسبًا لاستقبال جميع أنواع الطائرات المدنية. كما تشمل مرافق المطار منطقة لوقوف الطائرات تتسع لـ30 طائرة، منها 9 جسور ركاب و21 موقفًا مفتوحًا. ويضم المبنى الرئيسي 44 نقطة مراقبة جوازات و60 مكتب تسجيل وصول، موزعة على صالات الوصول والمغادرة.

## الوجهات
يوضح الجدول التالي شركات الطيران العاملة في المطار والوجهات التي يمكن الطيران إليها:
| الشركة                | الوجهات |
| --------------------- | --- |
| الأناضول جت           | مطار صبيحة كوكجن الدولي، مطار أضنة شاكرباشا، مطار إيسنبوغا الدولي                                                                         |
| الخطوط الجوية التركية | مطار إسطنبول الدولي، مطار أنطاليا |
| خطوط بيغاسوس          | مطار أضنة شاكرباشا، مطار صبيحة كوكجن الدولي، مطار عدنان مندريس، مطار إيسنبوغا الدولي، مطار غازي عنتاب الدولي، مطار ديار بكر، مطار أنطاليا |
| صن إكسبريس            | مطار عدنان مندريس، مطار أنطاليا |